# Кейт Бекинсейл
Ка̀трин Ро̀мани (Кейт) Бѐкинсейл (на английски: Kathrin Romany „Kate“ Beckinsale) е английска актриса. Родена е в Чизик, Лондон, Великобритания през 1973 г. 

## Биография

### Произход
Кейт е дъщеря на Джуди Ло, театрална и телевизионна актриса, и на Ричард Бекинсейл, известен телевизионен актьор, който умира през 1979 г. на 31-годишна възраст. От страна на баща си Кейт има полусестра на име Саманта, която също е актриса. Прадядото на Кейт по бащина линия е бирманец и Бекинсейл твърди, че като малка е имала твърде ориенталски външен вид.

### Образование
Бекинсейл посещава частно училище и през тийнейджърските си години два пъти печели конкурса за млади писатели на W. H. Smith – веднъж за три свои разказа и веднъж за три стихотворения. След непокорно юношество, включително период с анорексия и пропушване, Бекинсейл в крайна сметка тръгва по стъпките на своите родители и се насочва към актьорската професия. Първата ̀и роля е в телевизионния филм, посветен на Втората световна война – „One Against the Wind“, който за първи път е излъчен през 1991 г. След като научава три езика на отлично ниво, Бекинсейл следва френска и руска литература в Ню Колидж, Оксфордския университет, но в крайна сметка не го завършва.
По време на първата си година в Оксфорд Бекинсейл получава покана за участие във филма „Much Ado About Nothing“, адаптация по Шекспировата пиеса. Тя прекарва последната си учебна година в Париж, след което решава да прекъсне своето образование, за да се концентрира изцяло върху актьорска си кариера. Впоследствие участва в няколко нискобюджетни филма, между които „Shooting Fish“ и „Последните дни на диското“ (The Last Days of Disco) (и двата през 1998 г.). През това време Кейт също така участва и в телевизионни филми и театрални постановки.

### Кариера
Нейният първи мащабен американски филм – „Дворец на илюзиите“ (Brokedown Palace) (1999), не постига широк успех. Скоро след това Бекинсейл е избрана за участие във филма „Пърл Харбър“ (Pearl Harbor), който се превръща в един от най-големите филми на тези години. През следващите години Кейт участва в поредица от американски филми, които са високобюджетни, но получават невисока оценка от страна на критиката. Между тях са „Знак на съдбата“ (Serendipity) (2001), „Подземен свят“ (Underworld) (2003) и „Ван Хелсинг“ (Van Helsing) (2004).
През януари 2006 г. Бекинсейл участва в продължението на „Подземен свят“ – „Подземен свят: Еволюция“ (Underworld: Evolution), което също е режисирано от съпруга ѝ – Лен Уайзмън. Кейт участва заедно с Адам Сандлър в комедийния филм „Щрак“ (Click), чиято официална премиера се състои през юни 2006 г.

### Личен живот
Бекинсейл се среща от 1995 до 2003 г. с уелския актьор Майкъл Шийн, от когото има дъщеря, Лили Моу Шийн, родена на 31 януари 1999 г. Лили играе ролята на младата Селин във филма „Подземен свят: Еволюция“ и се снима в детски роли във филмите „Щрак“ (2006) и „Всичко ни е наред“ (2009).
През юни 2003 г., няколко месеца след раздялата си с Шийн, Бекинсейл се сгодява за режисьора на „Подземен свят“ Лен Уайзмън. Двамата сключват брак на 9 май 2004 г. в Лос Анджелис, а се развеждат през ноември 2015 г. Разводът им официално е оформен през ноември 2019 г.

## Други
През 2002 г. списание Hello! нарича Кейт първа красавица на Англия. Списание Maxim ѝ дава № 16 в своя рейтинг „HOT 100“ (2003), а списание Stuff – № 63. През 2005 г. списание FHM отрежда на Бекинсейл № 71 в списъка си „100-те най-сексапилни жени в света“, а през 2006 г. – № 78. През 2009 г. списание Esquire нарича Кейт Бекинсейл „най-сексапилната жена сред живите днес“.
Кейт е пушачка.

## Филмография
| Година | Филм                                   | Оригинално заглавие             | Роля                  | Режисьор          |
| ------ | -------------------------------------- | ------------------------------- | --------------------- | ----------------- |
| 1991   |                                        | One Against The Wind            | Барб Линдел           | телевизионен филм |
| 1993   | Много шум за нищо                      | Much Ado About Nothing          | Хиро                  |                   |
| 1994   | Разкритието                            | Uncovered                       | Джулия                |                   |
| 1994   | Принцът на Дания                       | Prince of Jutland               | Етел                  |                   |
| 1995   | Неуютна ферма                          | Cold Comfort Farm               | Флора Пост            |                   |
| 1995   | Призрачната къща                       | Haunted                         | Кристина Мериъл       |                   |
| 1996   | Ема                                    | Emma                            | Ема Уудхаус           |                   |
| 1998   | Последните дни на диското              | The Last Days of Disco          | Шарлет Пингрес        |                   |
| 1998   | На риболов                             | Shooting Fish                   | Джорджи               |                   |
| 1998   | Алиса в Огледалния свят                | Alice Through the Looking Glass | Алиса                 |                   |
| 1999   | Дворецът на илюзиите                   | Brokedown Palace                | Дарлийн Дейвис        |                   |
| 2001   | Знак на съдбата                        | Serendipity                     | Сара Томас            | Питър Челсъм      |
| 2001   | Пърл Харбър                            | Pearl Harbor                    | Сестра Евелин Джонсон | Майкъл Бей        |
| 2001   | Златният бокал                         | The Golden Bowl                 | Маги Вирвър           |                   |
| 2002   | Каньонът Лаурел                        | Laurel Canyon                   | Алекс Елиът           |                   |
| 2003   | Подземен свят                          | Underworld                      | Селийн                |                   |
| 2003   |                                        | Tiptoes                         | Керъл                 |                   |
| 2004   | Авиаторът                              | The Aviator                     | Ава Гарднър           | Мартин Скорсезе   |
| 2004   | Ван Хелсинг                            | Van Helsing                     | Ана Валериус          | Стивън Сомърс     |
| 2006   | Щрак                                   | Click                           | Дона Нюман            |                   |
| 2006   | Подземен свят: Еволюция                | Underworld: Evolution           | Селийн                | Лен Уайзман       |
| 2007   | Свободни стаи                          | Vacancy                         | Ейми Фокс             |                   |
| 2008   | Снежни ангели                          | Snow Angels                     | Ани Маршанд           |                   |
| 2008   | Крилати същества                       | Winged Creatures                | Карла Дейвънпорт      |                   |
| 2008   | Нищо друго освен истината              | Nothing But the Truth           | Рейчъл Армстронг      |                   |
| 2009   | Ледена смърт                           | Whiteout                        | Кери Ститко           |                   |
| 2009   | Подземен свят: Възходът на върколаците | Underworld: Rise of the Lycans  | Селийн                |                   |
| 2009   | Всичко ни е наред                      | Everybody's Fine                | Ейми                  | Кърк Джоунс       |
| 2012   | Контрабанда                            | Contraband                      | Кейт Фарадей          |                   |
| 2012   | Подземен свят: Пробуждане              | Underworld: Awakening           | Селийн                |                   |
| 2012   | Зов за завръщане                       | Total Recall                    | Лори Куейд            | Лен Уайзман       |
| 2013   |                                        | The Trials of Cate McCall       | Кейт Маккол           |                   |
| 2014   | Психиатрията Стоунхърст                | Stonehearst Asylum              | Илайза Грейвс         |                   |
| 2014   |                                        | The Face of an Angel            | Симон Форд            |                   |
| 2015   | Абсолютно всичко                       | Absolutely Anything             | Катрин                | Тери Джоунс       |
| 2016   |                                        | Love & Friendship               | лейди Сюзан Върнън    |                   |
| 2016   |                                        | The Disappointments Room        | Дейна                 |                   |
| 2016   | Подземен свят: Кървави войни           | Underworld: Blood Wars          | Селийн                |                   |